# Lagrange (Landes)
Lagrange è un comune francese di 211 abitanti situato nel dipartimento delle Landes, nella regione della Nuova Aquitania.

## Società

### Evoluzione demografica
Abitanti censiti